# Волосов Сергій Володимирович
Сергій Володимирович Волосов (нар. 8 березня 1978) — український футболіст, півзахисник. Виступав у аматорських футбольних клубах, а також командах Другої ліги чемпіонату України.

## Кар'єра гравця
Сергій Волосов народився 8 березня 1978 року. Кар'єру футболіста розпочав в аматорському клубі ІНКО (Кривий Ріг), у складі якого виступав з 1993 по 1994 роки. З 1995 року продовжив кар'єру в іншій команді Кривого Рогу, «Спортінвест».
Напередодні початку сезону 1996/97 років перейшов у друголігову команду «Нива» (Бершадь). Дебютував у професійному футболі 10 серпня 1996 року в матчі національного чемпіонату проти «Тисмениці», який завершився виїзною поразкою «Ниви» з рахунком 1:4. Сергій вийшов у тому матчі зі стартового складу та був замінений на 81-ій хвилині поєдинку. У складі Ниви виступав з 1996 по 1998 роки. За цей час у чемпіонатах України за цю команду відіграв 48 матчів, ще 2 зустрічі зіграв у кубку України
У першій половині сезону 1998/99 років продовжив свої виступи в команді з Полтавської області, «Миргород», у складі яко зіграв 10 поєдинків. Другу частину сезону провів у складі олександрійської «Поліграфтехніки», але у складі «поліграфів» виходив лише на заміну, та й то ближче до завершення поєдинку. Показовим у цьому плані був дебют Сергія у футболці олександрійської команди. Відбувся він 5 квітня 1999 року у домашньому для олександрійців матчі другої ліги чемпіонату України з футболу проти житомирського «Полісся», в якому господарі здобули перемогу з рахунком 2:0. Волосов у тому поєдинку вийшов на поле лише на 87-ій хвилині. Тренерський штаб «Поліграфтехніки» й надалі продовжував використовувати його як заміну на підсилення гри. Загалом у футболці олександрійської команди Сергій в чемпіонаті України зіграв 11 матчів. 
Тому по завершенні сезону він у пошуках стабільної ігрової практики повертається до складу «Миргорода», але й там, відігравши лише 7 поєдинків, під час зимової перерви переходить в СК «Херсон». У складі херсонського клубу Волосов відіграв другу половину сезону 1999/00 років. За цей час він взяв участь у 8 матчах. Сезон 2000/01 років він також розпочав у футболці «Херсона», але втратив місце в основному складі команди, тому зіграв лише 1 матч за херсонців у кубку України. 
Далі Сергій Волосов продовжив свою кар'єру в аматорських клубах: криворізькій «Батьківщині-КГОК» — 48 матч, 4 голи (2001—2003), «Бершаді» — 4 поєдинки (2003—2004), «КЗЕСКО (Каховка)» — 16 матчів (2004—2005).
У 2005 році Сергій повертається до виступів у професійному футболі. Його новим клубом став криворізький «Гірник». У складі криворожан Сергій у другій лізі відіграв 13 матчів (2 голи) та 1 матч у кубку України. Але вже в 2006 року продовжив кар'єру в іншій друголіговій команді, южноукраїнській «Енергії». У складі цієї команди Сергій відіграв 11 матчів у чемпіонаті.
Завершував кар'єру футболіста Сергій Волосов в аматорській команді з Кривого Рогу, «Атланті». За криворожан він виступав з 2006 по 2007 роки.